# Tinker, Tailor

Tinker, Tailor est une formulette d'élimination et une comptine d'origine anglaise.
En Angleterre, la formulette est employée pour compter des cerises, des boutons ou des ligules. Dans la version américaine, les enfants scandent la rengaine pour désigner le loup (it) par élimination dans le cadre d'un jeu du loup.

## Paroles
En Anglais
« Tinker, Tailor,
Soldier, Sailor,
Rich Man, Poor Man,
Beggar Man, Thief »
- Traduction

« Rapiéceur, Tailleur,
Soldat, Matelot,
Riche, Pauvre,
Mendiant, Voleur ».
Aux États-Unis
« Rich Man, Poor Man,
Beggar Man, Thief,
Doctor, Lawyer (ou Merchant),
Indian Chief ».
- Traduction

« Riche, Pauvre,
Mendiant, Voleur,
Médecin, Avocat (ou Marchand),
Chef Amérindien ».

## Autre
Il y a une rime similaire dans le livre The Game and Playe of the Chesse (Le jeu et les règles d'échecs) de William Caxton, ou il nomme des pions : « Labourer, Smith, Clerk, Merchant, Physician, Taverner, Guard and Ribald ».
La première œuvre ou l'on trouve ses rimes est Love for Love de William Congreve (1695) :
« A Soldier and a Sailor, a Tinker and a Taylor,
Had once a doubtful strife, sir ».
Quand James Orchard Halliwell a écrit sa version de la rime pendant les années 1840, il l'a utilisée pour compter des boutons, avec ces paroles : « My belief - a captain, a colonel, a cow-boy, a thief ». La version du livre Games and Songs of American Children (Les jeux et les chansons des enfants américains) : « Rich Man, Poor Man, Beggar-Man, Thief, Doctor, Lawyer, Indian Chief »